# Pugieu
Pugieu est une ancienne commune française située dans le département de l'Ain en région Auvergne-Rhône-Alpes.

## Géographie
La commune est située au sud du Bugey, dans la zone d'appellation contrôlée des vins du Bugey.

## Histoire
Le 13 juillet 1886, la commune perd le hameau de Gévrin au profit d'Andert-et-Condon.
La ville bénéficie d'une gare sur la ligne de Pressins à Virieu-le-Grand à partir de 1880. Si le trafic voyageur cesse en 1940, le trafic marchandise continue jusqu'en 2009. Bien qu'une grande campagne de travaux ait lieu jusqu'en 2014 et que le trafic ait repris 3 ans durant, la ligne révèle malgré tout un état d'usure et de fatigue jugé dangereux par la SNCF et Réseau ferré de France. Faute d'accords financiers, elle est laissée en l'état et progressivement abandonnée,,.
Le 1er janvier 2017, Pugieu et Chazey-Bons forment une commune nouvelle qui garde le nom de cette dernière. Pugieu est une commune déléguée jusqu'en 2020, quand elle est supprimée par décision du conseil municipal.

## Politique et administration
| Période                                  | Période       | Identité     | Étiquette | Qualité |
| ---------------------------------------- | ------------- | ------------ | --------- | ------- |
| Les données manquantes sont à compléter. |               |              |           |         |
| juin 1995                                | mars 2001     | Louis Mermet |           |         |
| mars 2001                                | août 2011     | Jacques Ruat |           |         |
| septembre 2011                           | décembre 2016 | René Guigard |           |         |

| Période      | Période   | Identité     | Étiquette | Qualité |
| ------------ | --------- | ------------ | --------- | ------- |
| janvier 2017 | mars 2020 | René Guigard |           |         |

## Démographie
L'évolution du nombre d'habitants est connue à travers les recensements de la population effectués dans la commune depuis 1793. Pour les communes de moins de 10 000 habitants, une enquête de recensement portant sur toute la population est réalisée tous les cinq ans, les populations de référence des années intermédiaires étant quant à elles estimées par interpolation ou extrapolation. Pour la commune, le premier recensement exhaustif entrant dans le cadre du nouveau dispositif a été réalisé en 2005.
En 2018, la commune comptait 155 habitants, en évolution de −13,41 % par rapport à 2012 (Ain : +5,15 %, France hors Mayotte : +2,11 %).
| 1793 | 1800 | 1806 | 1821 | 1831 | 1836 | 1841 | 1846 | 1851 |
| ---- | ---- | ---- | ---- | ---- | ---- | ---- | ---- | ---- |
| 276  | 262  | 311  | 223  | 317  | 302  | 300  | 308  | 601  |

| 1856 | 1861 | 1866 | 1872 | 1876 | 1881 | 1886 | 1891 | 1896 |
| ---- | ---- | ---- | ---- | ---- | ---- | ---- | ---- | ---- |
| 343  | 343  | 336  | 359  | 365  | 350  | 250  | 256  | 256  |

| 1901 | 1906 | 1911 | 1921 | 1926 | 1931 | 1936 | 1946 | 1954 |
| ---- | ---- | ---- | ---- | ---- | ---- | ---- | ---- | ---- |
| 242  | 234  | 197  | 152  | 155  | 160  | 147  | 138  | 116  |

| 1962 | 1968 | 1975 | 1982 | 1990 | 1999 | 2005 | 2006 | 2010 |
| ---- | ---- | ---- | ---- | ---- | ---- | ---- | ---- | ---- |
| 123  | 109  | 91   | 108  | 123  | 126  | 126  | 128  | 168  |

| 2015 | 2018 | - | - | - | - | - | - | - |
| ---- | ---- | - | - | - | - | - | - | - |
| 151  | 155  | - | - | - | - | - | - | - |

## Culture locale et patrimoine

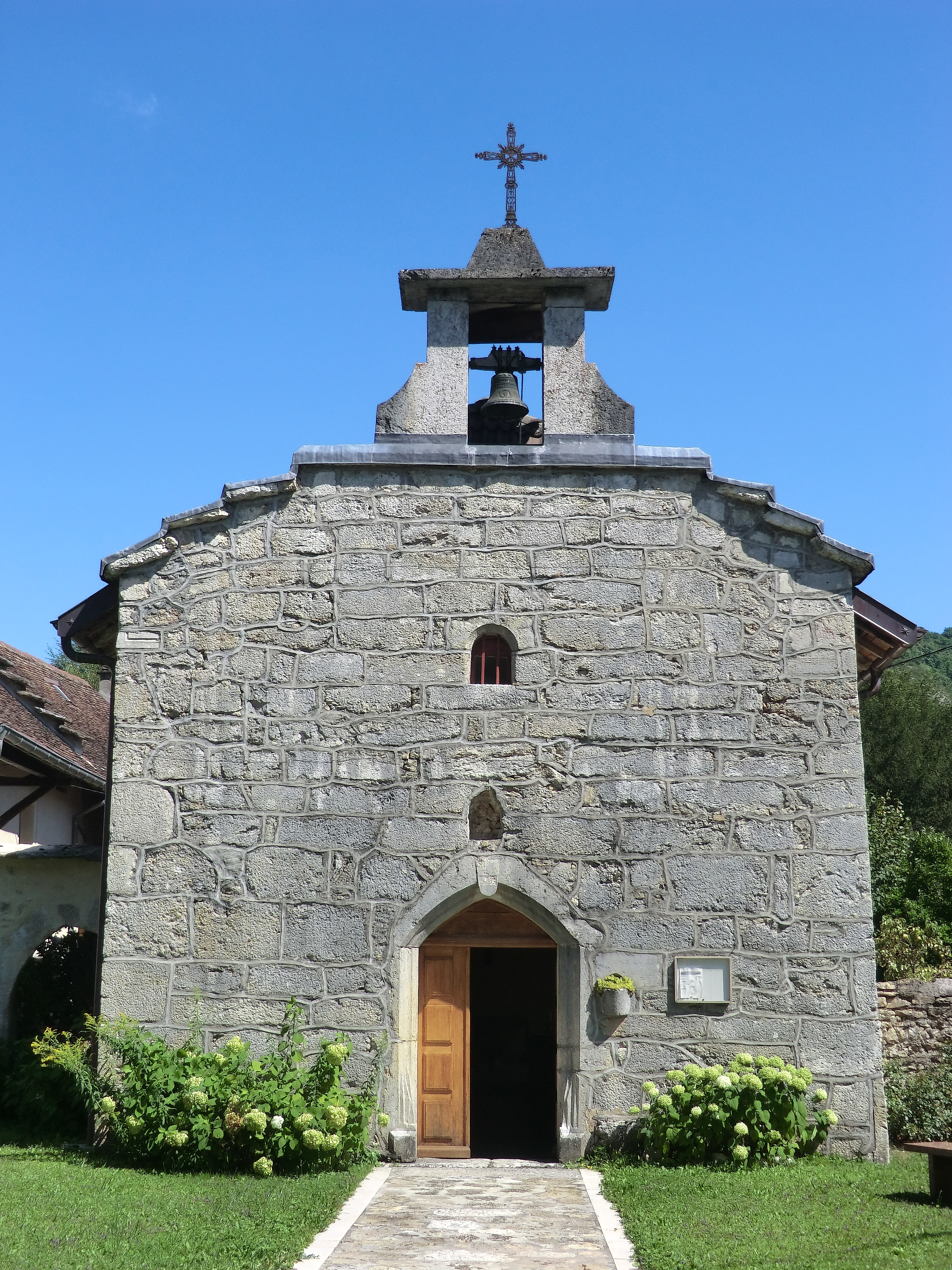
Église Saint-Georges.

### Lieux et monuments
- Église Saint-Georges, de style gothique.
- Lavoir.

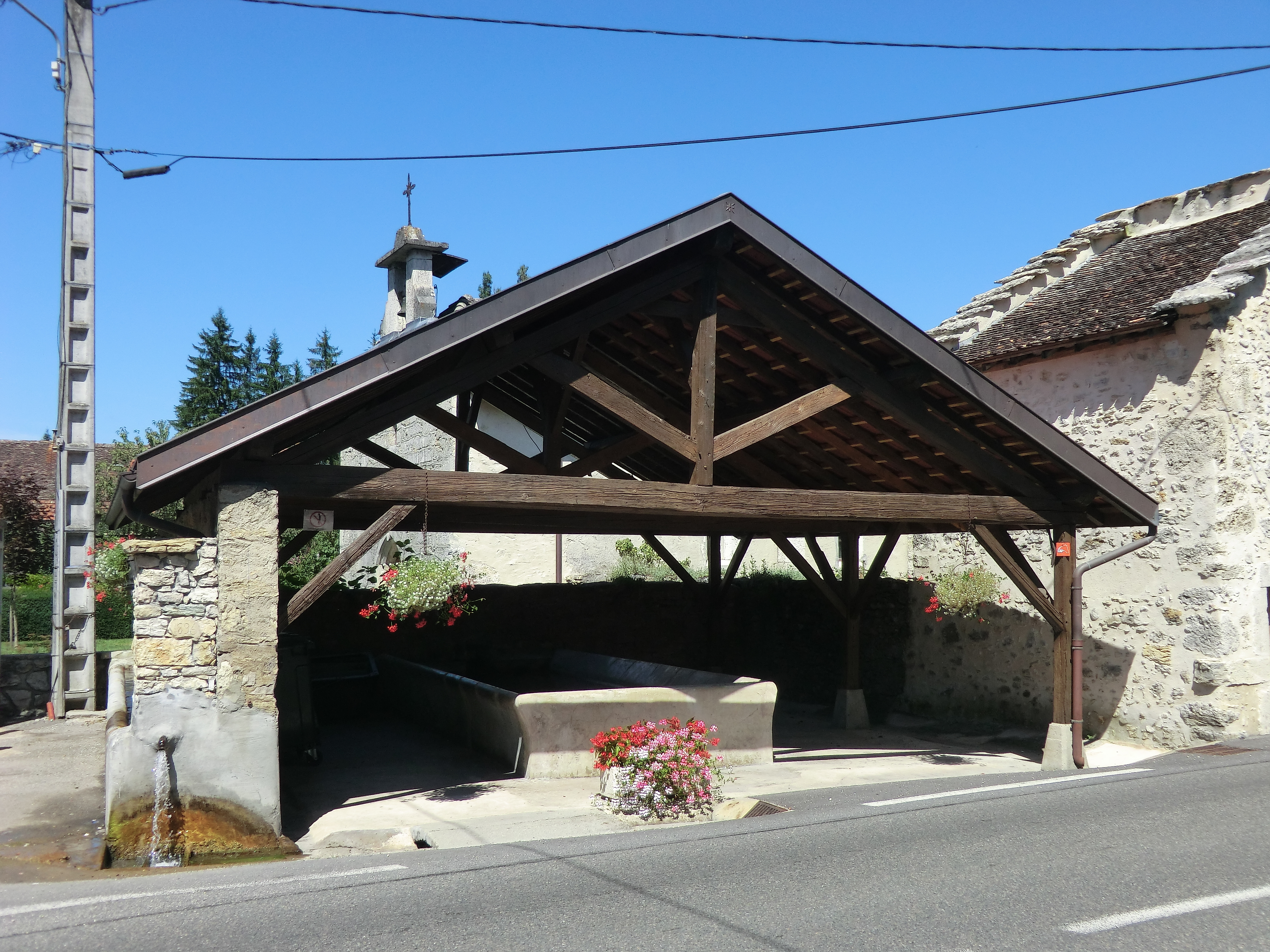
Lavoir de Pugieu.
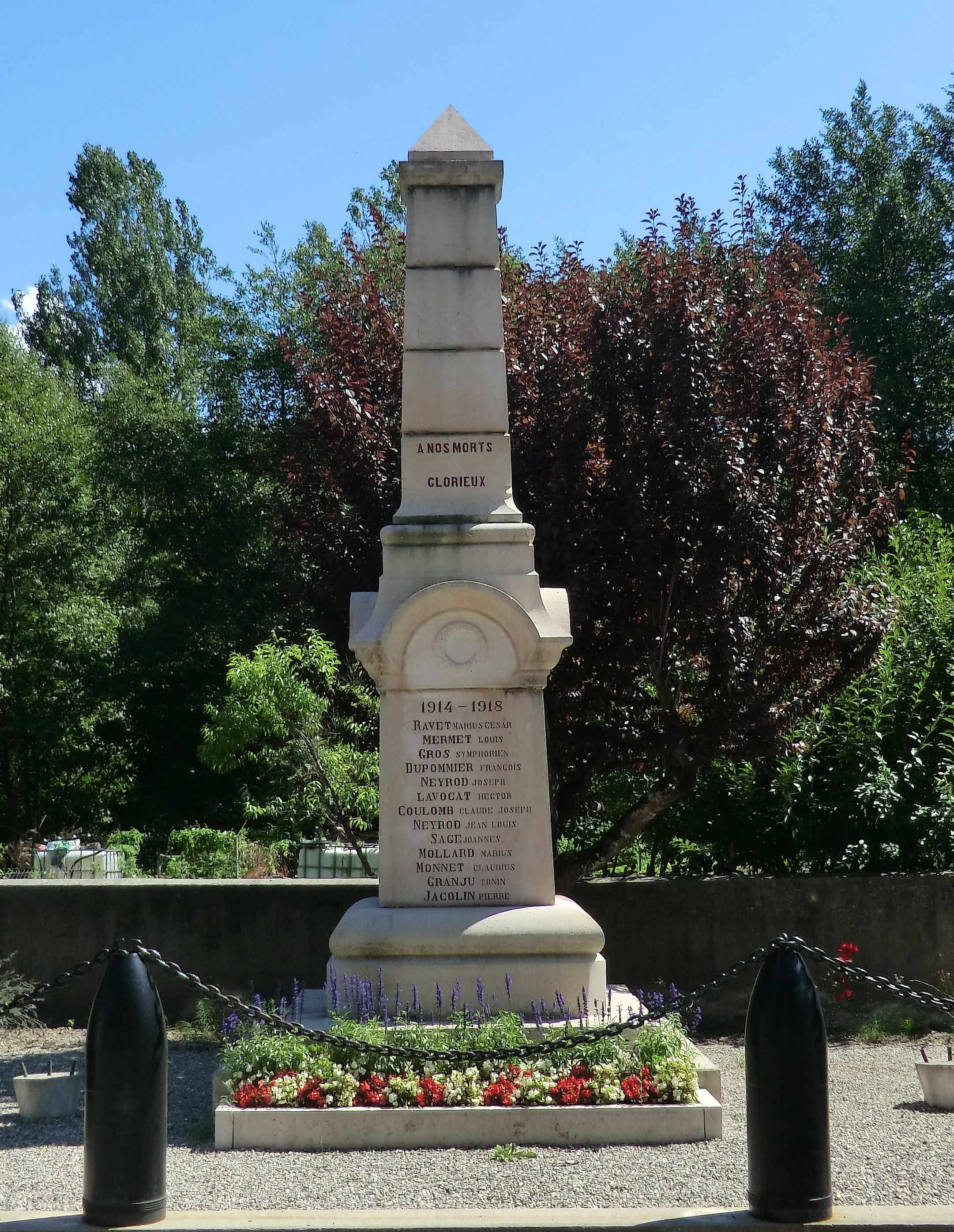
Monument aux morts.
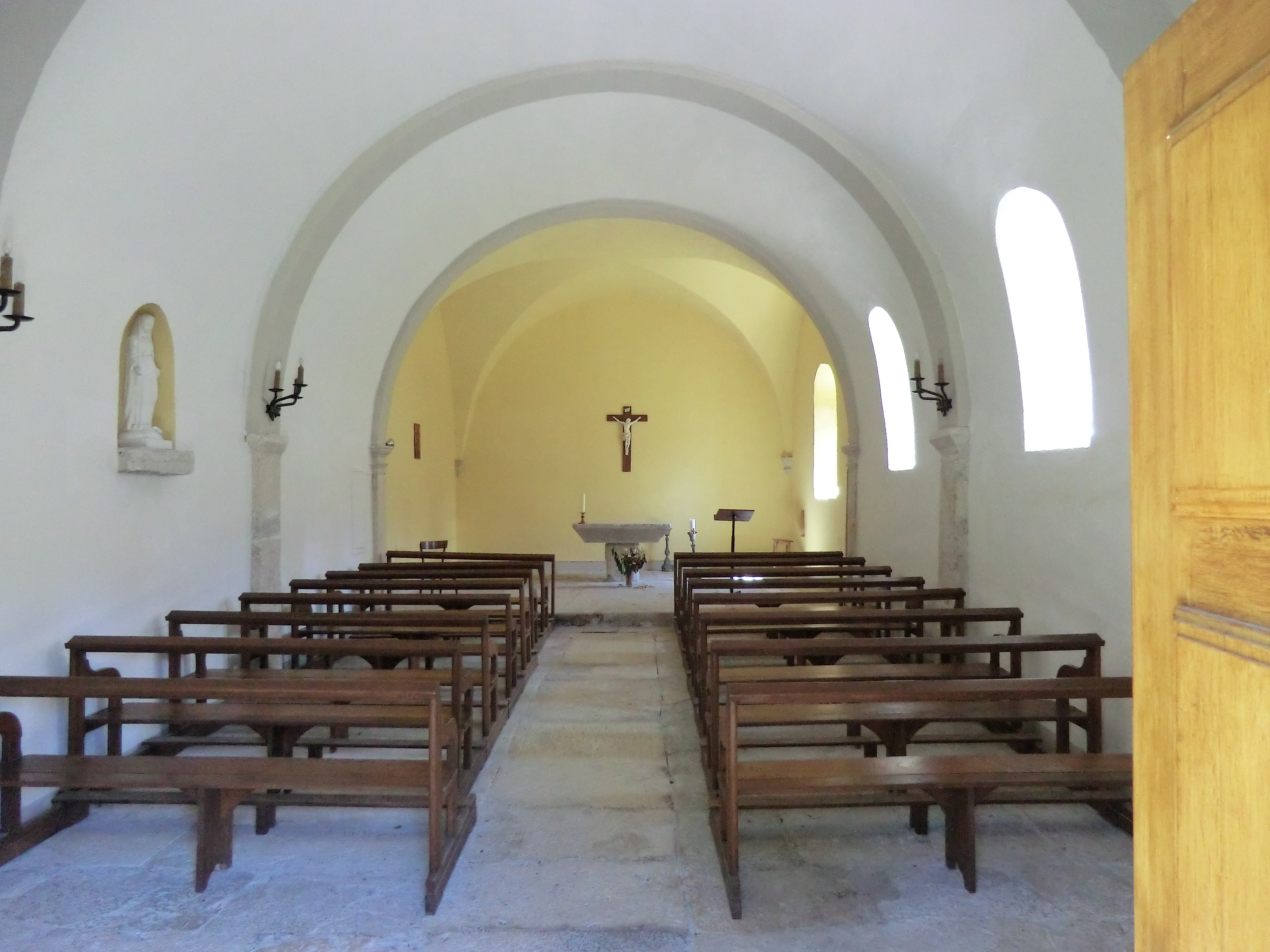
Intérieur de l'église.

### Patrimoine naturel

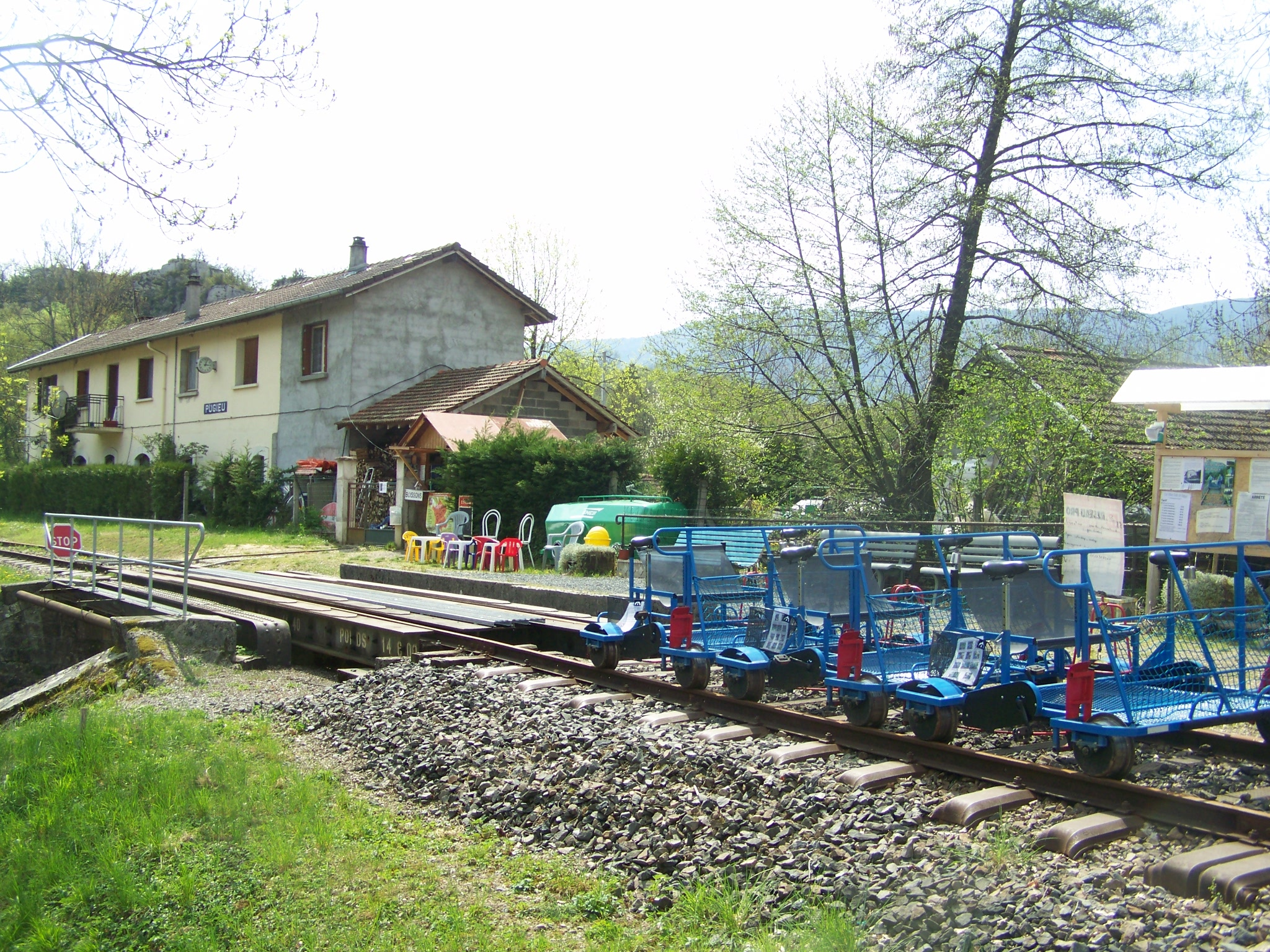
Vélorail à Pugieu.

La commune compte plusieurs zones naturelles d'intérêt écologique, faunistique et floristique de type I : le bois de Charley, la falaise de Pugieu, le grand marais de Pugieu, le lac des Brosses et le lac de Pugieu.
Vallée du Furans.

Patrimoine touristique
Entre 2008 et 2020, la commune de Pugieu comptait une association touristique de location de vélos-rails: Les vélos-rails du Bugey